# V Македонский легион
Легион V «Македоника» (лат. Legio V Macedonica VII Pia VII Fidelis Constans) — римский легион, сформированный консулом Гаем Вибием Пансой Цетронианом по приказу Октавиана в 43 году до н. э. Легион просуществовал до распада Западной Римской Империи в 476 году, когда почти полностью влился в состав армии Византийской империи. Эмблемы легиона — бык и орёл.

## Основание
Формировался Цетронианом под названием, скорее всего, V Urbana. Первое десятилетие истории легиона неизвестно. С 30 года до н. э. стоял лагерем в Македонии, отчего и получил свой когномен — Macedonica («Македонский»). Эмблема орла в качестве знака легиона отличалась от используемых всеми легионами римских орлов.

## Боевой путь
Легион участвует в битве при Акциуме в качестве абордажных команд на кораблях Октавиана. После победы сил Октавиана был размещён в Македонии, где получил своё наименование, а в 6 году был переведён в Мёзию, в Оез (совр. Гиген, Болгария), где находился до 61 года, охраняя границу на нижнем Дунае от даков. Возможно, что именно этот легион какое-то короткое время называли V Scythica («Скифский»), по-аналогии с легионом IIII Scythica, поскольку он участвовал в сражениях со скифами. Однако доказательств этой теории нет.
В 62 году легион был переведён на восток, в Понт, где противостоял парфянам. Части легиона участвовали в провальном походе Пета, а затем основные силы легиона входили в войско Корбулона под командованием Луция Анния Винициана.
В 66 — 67 годах легион принимает непосредственное участие в подавлении восстания евреев под командованием будущего императора Веспасиана.
В 69 году легион не предпринимал никаких действий, стоя лагерем в Эммаусе в Иудее. В 70 году под командованием сына Веспасиана, Тита завершает подавление еврейских восстаний взятием Иерусалима.
В 71 году легион переводят обратно в Оез.
В начале II века легион участвует в кампании Траяна против даков. В 107 году легион встал лагерем в Троэзмисе (Румыния).
Луций Вер привлекает легион к участию в очередной парфянской кампании в 161—166 годах, после чего легион снова возвращается в Дакию, где становится лагерем в Потаиссе (совр. Турда, Румыния). В настоящее время в Турде существует музей на месте лагеря легиона, посвящённый легиону и быту легионеров.
В 185 или 187 годах легион сражался с армией наёмников, нанятых поднявшими бунт рабочими золотодобывающих шахт. За усмирение бунта легион получает от императора Коммода титул Pia Constans(«Надёжный и преданный»). Возможно, что титул был Pia Fidelis («Верный и преданный»).
В 193 году легион поддерживает Септимия Севера в его борьбе за императорский титул.
В течение III века легион остается в Потаиссе, сражаясь с даками. В 250-х годах Валериан присваивает легиону титул III Pia III Fidelis, а в 260 году Галлиен VII Pia VII Fidelis за участие легиона в борьбе с узурпаторами Ингенуем и Регалианом. При этом впервые были использованы мобильные отряды кавалерии. Это был один из немногих легионов, который упоминался с такой кратностью титулов и после смерти давшего их императора, что говорит, скорее всего, о заслуженном их приобретении.
В 274 году, после ухода Аврелиана из Дакии, легион был вновь переведён в Оез, где оставался уже до конца Западной Римской империи.

## Расформирование
Точная дата расформирования неизвестна. В VI веке легион ещё воевал.